# William Pitt cel Tânăr
William Pitt cel Tânăr (n. 28 mai 1759, Kent, Anglia, Regatul Marii Britanii – d. 23 ianuarie 1806, Londra, Regatul Unit al Marii Britanii și Irlandei) a fost un politician britanic, prim-ministru al Marii Britanii în perioadele 1783-1801 și 1804-1806.
În primul său mandat a stabilit recordul, valabil și azi, de a fi cel mai tânăr prim-ministru din istoria Regatului Unit.
A condus țara în timpul Războaielor Napoleoniene.